# ROAD OF MAJOR
『ROAD OF MAJOR』（ロード・オブ・メジャー）は、2003年9月24日にリリースされた、ロードオブメジャーの1枚目のアルバム。

## 概要
- バンド初のオリジナル・アルバム。
- オリコンウィークリーチャートにおいて、初登場で1位を獲得。これは、1作目のアルバムとしてはインディーズアーティスト史上初の快挙となった[1]（現在もこの記録はロードオブメジャーしか達成していない）。

## タイアップ
- 君がため
  - 映画「スタジアムで会いましょう」エンディング・テーマ
- row,row,row
  - 「X-TRAIL JAM」テーマソング
- 夢追い人
  - 「芸能人が通う診察室」エンディング・テーマ
- 日付けのない日記
  - 「真夜中の王国03」
- 春雨
  - フジテレビ系「HEY!HEY!HEY!」2003年8・9月度エンディング・テーマ

## 収録曲
| 全編曲: ロードオブメジャー。 |                    |                    |                    |       |
| #                            | タイトル           | 作詞               | 作曲               | 時間  |
| 1.                           | 「僕らだけの歌」   | 北川賢一           | 北川賢一           | 3:15  |
| 2.                           | 「雑走」           | 上原彰兼・北川賢一 | 近藤信政・北川賢一 | 4:30  |
| 3.                           | 「大切なもの」     | 北川賢一           | 近藤信政・北川賢一 | 3:10  |
| 4.                           | 「足跡」           | 北川賢一           | 北川賢一           | 4:21  |
| 5.                           | 「君がため」       | 北川賢一           | 近藤信政・北川賢一 | 3:50  |
| 6.                           | 「F.L.D.」         | ロードオブメジャー | 北川賢一           | 3:08  |
| 7.                           | 「スコール」       | 北川賢一           | 北川賢一           | 3:31  |
| 8.                           | 「レールの行方」   | 北川賢一           | 北川賢一           | 4:06  |
| 9.                           | 「row,row,row」    | 北川賢一           | 北川賢一・近藤信政 | 4:33  |
| 10.                          | 「夢追い人」       | 北川賢一           | 北川賢一           | 3:20  |
| 11.                          | 「日付のない日記」 | 上原彰兼           | 北川賢一           | 4:02  |
| 12.                          | 「春雨」           | 北川賢一           | 北川賢一           | 3:49  |
| 合計時間:                    | 合計時間:          | 合計時間:          | 合計時間:          | 45:35 |

## 演奏
- 米田浩徳：Keyboards (#12)
- Mari Ohura, Haruka Ishikawa, Maya Yokoyama, Chiharu Takebe：Chorus (#6)